# Euryproctus clavatus
Euryproctus clavatus är en stekelart som först beskrevs av Léon Abel Provancher 1883.  Euryproctus clavatus ingår i släktet Euryproctus och familjen brokparasitsteklar. Inga underarter finns listade i Catalogue of Life.